# Paschal Grousset
Jean François Paschal Grousset (Corte, 1844. április 7. – Párizs, 1909. április 9.) francia politikus, újságíró, műfordító és tudományos-fantasztikus író.

## Életútja
Orvosi pályára lépett, majd több radikális lapnál is dolgozott. 1870. szeptember 4-e után átvette a Marseillaise szerkesztését, nemsokára azonban beállt önkéntesnek a németek elleni háborúba. 1871. március 26-án a kommünbe választották, annak leveretése után pedig rabságra ítélték, és 1872-ben Új-Kaledoniába vitték, ahonnan azonban két év múltán megszökött. Ezután Angliában tartózkodott, ahonnan 1881-ben tért vissza Párizsba. 1893-ban újra politikai pályára lépett, szeptember 3-án Párizsban beválasztották a képviselőházba, amelyben a szocialisták egyik vezére volt. 1893. december 4-én ő tette a szokásos indítványt a közkegyelmet illetően, és a megejtett szavazás (257:226) tűzpróbája volt az újonnan kinevezett Périer–Raynal-kabinetnek. 1894. május–júniusban az anarchisták ellen hozott törvényjavaslatot kárhoztatta különösen. 1894. október 23-án a Boulanger-féle összeesküvésben kompromittált monarchista politikusok, így Cassagnac ügyében interpellálta Dupuy miniszterelnököt, és egyúttal újra megpendítette a közkegyelem kérdését.

## Írói munkássága
Grousset a következő álneveken publikált: André Laurie, Philippe Daryl, Tiburce Moray és Léopold Virey. Jules Vernéhez hasonlóan szintén Pierre-Jules Hetzel felfedezettje. Londoni száműzetése alatt Laurie álnéven írta meg A bégum ötszázmilliója eredeti verzióját (L'Héritière de Langevol, Langevol örököse), amely később Verne jelentős átírásában jelent meg. Ezután hivatalosan is lemondott a könyv jogáról Verne javára, ahogy ezt tette a Dél csillaga esetében is, ami szintén később Verne átírt verziójában jelent meg. A Cynthia hajótöröttje a kiadó Hetzel döntése értelmében jelent meg Jules Verne és André Laurie szerzőségével, a kiadó üzleti okokból úgy vélte, hogy Verne neve segíti az eladást. A művön Verne apróbb módosításokat és stílusjavításokat végzett csupán. Louis-Jules Hetzel (Pierre-Jules Hetzel fia) személyes feljegyzése szerint a L'Épave du Cynthiá-t a lehető leghamarabb be kell építeni a Különleges utazások sorozatába. A kiadódöntését a siker igazolta volna – de ez nem történt meg.

## Főbb művei
- Le rève d'un irreconciliable (1869)
- Les Cinq Cent Millions de la Begum (1879)
- The Southern Star Mystery (1884)
- L'épave du Cynthia (1886)
- Les exilés de la Terre, Séléne Company Limited (1887)
- De New York à Brest en sept heures (1888)
- Le Secret du Mage (1890)
- Axel Ebersen: Le Gradue d'Upsala (1891)
- Atlantis (1895, Magasin d'Education et recreation; 1895)
- Le Géant de L'Azur (1904)
- Spiridon le muet (1906)

## Magyarul
- A varázsló titka. Regény; ford. Grünn Ilona; Teleki Blanka Kör, Kolozsvár, 1897 (A Teleki Blanka Kör kiadványa)
- Diák-élet Angolországban; ford., átdolg. Hegedüs Pál; Franklin, Bp., 1897
- Verne Gyula–Laurie André: A "Cynthia" hajótöröttje. Regény; ford. Gaal Mózes; Franklin, Bp., 1898 (Verne Gyula összes munkái)
  - reprint kiad.: Alexandra, Pécs, 1995
- Franczia diákélet; ford. Hegedüs Pál; Athenaeum, Bp., 1900
- A délafrikai aranykeresők. Regény; ford. Hegedüs Pál; Franklin, Bp., 1911